# Ирбитский стекольный завод
Ирбитский стекольный завод — предприятие стекольной промышленности, расположенное в городе Ирбит Свердловской области.

## История
Предприятие начало работу в годы Великой Отечественной войны в связи с эвакуацией на восток предприятий стекольной промышленности. Оборудование было размещено на диатомитовом комбинате, функционировавшем с 1931 года. Первые эвакуированные мощности были запущены осень 1941 года, а собственно стекольный цех — весной 1942 года. По итогам войны предприятие было награждено переходящим Красным Знаменем Государственного комитета Обороны СССР.
В послевоенные годы предприятие осваивает производство автомобильного стекла и прочей гражданской продукции.
29 мая 1981 года Ирбитский стекольный завод был награждён орденом "Знак Почёта".
До недавнего времени Ирбитский стекольный завод был крупнейшим поставщиком оконного стекла в регионе.
В конце 2007 года предприятие было признано банкротом и в настоящее время производство остановлено.
Часть производственных, складских и вспомогательных зданий завода используют сторонние организации, часть пустует, часть полностью снесена.

## Награды
Орден «Знак Почёта» (29.05.1981) — за высокие темпы развития и в честь 50-летнего юбилея